# Chris McKenna (attore)
Chris McKenna (New York, 18 ottobre 1977) è un attore statunitense.

## Carriera
Chris McKenna è meglio noto per il ruolo di Joey Buchanan in Una vita da vivere, ricoperto dal 1990 al 1993, e per quello di protagonista nella pellicola King of the Ants.

## Filmografia parziale

### Attore

#### Cinema
- The Boy Who Cried Bitch, regia di Juan José Campanella (1991)
- In & Out, regia di Frank Oz (1997)
- King of the Ants, regia di Stuart Gordon (2003)
- Bliss, regia di Joe Begos (2019)

#### Televisione
- Una vita da vivere (One Life to Live) – serie TV, 25 episodi (1990 - 1993)
- Lifestories: Families in Crisis – serie TV, episodio 1x01 (1992)
- Nick Freno (Nick Freno: Licensed Teacher) – serie TV, episodio 2x17 (1998)
- E vissero infelici per sempre (Unhappily Ever After) – serie TV, episodio 4x18 (1998)
- Il tocco di un angelo (Touched by an Angel) – serie TV, 2 episodi (1998-2000)
- That '70s Show – serie TV, episodio 1x06 (1998)
- Opposite Sex – serie TV, 8 episodi (2000)
- The Practice - Professione avvocati (The Practice) – serie TV, episodio 5x19 (2001)
- Così è la vita (That's Life) – serie TV, 2 episodi (2001 - 2002)
- The District – serie TV, episodio 3x07 (2002)
- Private Practice – serie TV, episodio 3x12 (2010)
- Undercovers – serie TV, episodio 1x08 (2010)
- NCIS: Los Angeles – serie TV, episodio 2x10 (2010)
- Rizzoli & Isles – serie TV, episodio 2x02 (2011)
- Harry's Law – serie TV, episodio 2x01 (2011)
- 90210 – serie TV, 7 episodi (2011 - 2013)
- Dr. House - Medical Division (House M.D.) – serie TV, episodio 8x19 (2012)
- Castle – serie TV, episodio 5x06 (2012)
- The Exes – serie TV, episodio 3x14 (2014)
- Febbre d'amore (The Young and the Restless) – soap opera, 37 puntate (2014-2015)
- State of Affairs – serie TV, 13 episodi (2014-2015)
- Criminal Minds – serie TV, episodio 10x18 (2015)
- Beautiful (The Bold and the Beautiful) – soap opera, una puntata (2016)
- Grimm – serie TV, 2 episodi (2017)
- Lucifer – serie TV, episodio 3x03 (2017)
- NCIS - Unità anticrimine (NCIS) – serie TV, episodio 21x03 (2024)
- General Hospital – soap opera (2025)

## Doppiatori italiani
Nelle versioni in italiano delle opere in cui ha recitato, Chris McKenna è stato doppiato da:
- Roberto Pedicini in Major Crimes, Lucifer
- Marco Vivio in Private Practice
- Gabriele Lopez in Dr. House  - Medical Division
- Achille D'Aniello in Castle
- Pino Insegno in Criminal Minds
- Stefano Alessandroni in NCIS: New Orleans
- Enrico Di Troia in NCIS - Unità anticrimine

Da doppiatore è stato sostituito da:
- Alessandro Capra in Hidden Agenda
- Fabrizio Dolce in Horizon Forbidden West